# Cracker Island
Cracker Island — восьмой студийный альбом британской виртуальной группы Gorillaz, выпущенный 24 февраля 2023 года на лейблах Parlophone и Warner Records. В нём представлены совместные работы со Стиви Никс, Аделедже Омотайо, Thundercat, Tame Impala, Bad Bunny, Bootie Brown и Бек. Альбом получил в целом положительные отзывы.

## Предыстория
Основная часть работы над альбомом началась в 2021 году. Песня «Tormenta», созданная в сотрудничестве с Bad Bunny, стала первым завершенным треком для альбома. Первоначально она должна была стать лид-синглом для второго сезона веб-сериала Song Machine, но затем проект был отложен в пользу традиционного студийного альбома (как и «New Gold», ставшая вторым синглом альбома). По словам Деймона Албарна, постоянного соавтора Gorillaz, новый альбом был завершен уже в мае 2022 года. Американский продюсер звукозаписи, мультиинструменталист и автор песен Грег Кёрстин выступил в качестве основного продюсера альбома, а также британский музыкальный продюсер Реми Кабака-младший. Песня «Baby Queen» была вдохновлена встречей Албарна с принцессой Сирибхой Чудабхорн в 1997 году на концерте Blur в Бангкоке.

## Продвижение
С альбома было выпущено шесть синглов. Gorillaz выпустили первый сингл «Cracker Island» (при участии басиста Thundercat) 22 июня 2022 года. Вместе с выходом сингла Gorillaz объявили, что в продолжение EP Meanwhile группа выпустит полноценный новый альбом под названием. Название было объявлено как Cracker Island, а  дата выхода и треклист были объявлены 31 августа, одновременно с выходом второго сингла «New Gold» (при участии Tame Impala и Bootie Brown). Третий сингл, «Baby Queen», был выпущен на саундтреке FIFA 23 30 сентября, после утечки информации в начале месяца. Позже он был официально выпущен как сингл 4 ноября. Четвёртый сингл, «Skinny Ape», был выпущен 8 декабря, вместе с объявлением о двух виртуальных шоу на Таймс-сквер и Площади Пикадилли 17 и 18 декабря соответственно. Пятый сингл «Silent Running» (с участием Аделедже Омотайо) был выпущен 27 января 2023 года, а музыкальное видео выпущено 8 февраля.
Делюксовое издание альбома было выпущено 27 февраля с дополнительными пятью треками: «Captain Chicken» с участием Del the Funky Homosapien, «Controllah» с участием MC Bin Laden, «Crockadillaz» с участием De La Soul (с покойным Trugoy the Dove) и Доуна Пенна, фортепианная версия 2D «Silent Running» с участием Adeleye Omotayo, и ремикс Дома Долла на «New Gold» с участием Tame Impala и Бути Брауна.

## Отзывы критиков
| Совокупная оценка | Совокупная оценка |
| Источник          | Оценка            |
| ----------------- | ----------------- |
| AnyDecentMusic?   | 7.1/10            |
| Metacritic        | 80/100            |
| Оценки критиков   |                   |
| Источник          | Оценка            |
| AllMusic          | [ 22 ]            |
| Clash             | 8/10              |
| DIY               | [ 24 ]            |
| Exclaim!          | 7/10              |
| The Guardian      | [ 2 ]             |
| The Independent   | [ 3 ]             |
| NME               | [ 26 ]            |
| Pitchfork         | 6.5/10            |
| PopMatters        | 9/10              |
| Slant Magazine    | [ 29 ]            |

После выхода Cracker Island получил в целом положительные отзывы критиков. На сайте Metacritic, который присваивает нормализованный рейтинг из 100 баллов рецензиям профессиональных изданий, релиз получил средний балл 81 на основе 19 рецензий, что свидетельствует о «всеобщем признании». Агрегатор AnyDecentMusic? дал альбому 7,3 балла из 10, основываясь на своей оценке консенсуса критиков.
Рецензируя альбом для AllMusic, Стивен Томас Эрлнвайн назвал его «не столько исследованием новой звуковой территории, сколько подтверждением его сильных сторон» и отметил, что «в „Cracker Island“ есть чистая, эффективная энергия, придающая альбому свежий импульс». Эмма Харрисон, написавшая для Clash, утверждала, что «этот десятитрековый альбом Gorillaz больше похож на спринт, чем на марафон восьмого студийного альбома виртуальных виртуозов», и считала, что, «несмотря на свою небольшую длину, „Cracker Island“ обладает чертовски сильным ударом и охватывает жанры далеко и широко.» В DIY Лиза Райт заявила, что альбом «в значительной степени является декорацией, в которой приоритет отдается концепции и повествованию, в результате чего получился один из самых сдержанных, созерцательных релизов Gorillaz — который, возможно, понравится поклонникам сольных работ Албарна больше, чем поклонникам более жанровых вылазок его обезьян».
В более неоднозначной оценке от Pitchfork Бен Кардью сказал, что альбом «проходит по очень тонкой грани между игрой на сильных сторонах группы и слишком сильной опорой на старые трюки». Пол Аттард также был критичен в рецензии для Slant Magazine: «Когда Албарн предоставлен самому себе (и лишен своего обычного сонма одобренных Tumblr гостей), он создает некоторые из самых выдающихся материалов Cracker Island, хотя они все ещё сильно различаются по качеству. Такие песни, как „Tarantula“ и „Skinny Ape“, спродюсированные Грегом Курстином, хотя и содержат некоторые ненужные фрагменты (наиболее заметный из них — ска-брейкдаун в последней), сравнительно голые и чистые. Ещё лучше „Baby Queen“, великолепный кусок дрим-попа, который сдерживает худшие театральные тенденции Албарна».

## Список композиций
Все песни написаны Дэймоном Албарном, Грегом Кёрстином и спродюсированы Грегом Кёрстином и Gorillaz, если не указано иное.
| №                   | Название                                            | Автор(ы)                                  | Продюсер(ы)                          | Длительность |
| ------------------- | --------------------------------------------------- | ----------------------------------------- | ------------------------------------ | ------------ |
| 1.                  | «Cracker Island» (при участии Thundercat)           | Албарн Стивен Брунер Кёрстин              | Кёрстин Gorillaz Реми Кабака-младший | 3:33         |
| 2.                  | «Oil» (при участии Стиви Никс)                      |                                           | Кёрстин Gorillaz Кабака              | 3:50         |
| 3.                  | «The Tired Influencer»                              |                                           |                                      | 3:31         |
| 4.                  | «Silent Running» (при участии Аделедже Омотайо)     |                                           |                                      | 4:26         |
| 5.                  | «New Gold» (при участии Tame Impala и Bootie Brown) | Албарн Кевин паркер Роми Робинсон Кёрстин |                                      | 3:35         |
| 6.                  | «Baby Queen»                                        |                                           |                                      | 3:40         |
| 7.                  | «Tarantula»                                         |                                           |                                      | 3:32         |
| 8.                  | «Tormenta» (при участии Bad Bunny)                  | Бенито Мартинес Албарн Кабака             | Gorillaz Кабака Tainy                | 3:13         |
| 9.                  | «Skinny Ape»                                        |                                           |                                      | 4:41         |
| 10.                 | «Possession Island» (при участии Бека)              | Албарн Бек Хансен Кёрстин                 |                                      | 3:26         |
| Общая длительность: | Общая длительность:                                 | Общая длительность:                       | Общая длительность:                  | 37:27        |

- На виниловых пластинках «Tarantula» располагается четвёртым треком между «The Tired Influencer» и «Silent Running».

## Участники записи
Музыканты
- Дэймон Албарн — вокал (все треки), электрогитара (треки 2, 9), синтезатор (2-7, 9, 10), фортепиано (3, 4, 7, 10), бас-гитара (8), клавишные (8), акустическая гитара (9), меллотрон (10)
- Грег Кёрстин — клавишные (1-9), ударные (1-4, 6, 7, 9), перкуссия (1-7, 9), бас-гитара (2-7, 10), синтезатор (2-7, 9, 10), гитара (3-7, 10), фортепиано (3, 4, 6), маримба (3), вибрафон (6, 10), конги (7); Меллотрон, фисгармония (10)
- Thundercat — бас-гитара, вокал (1)
- Стиви Никс — вокал (2)
- Адели Омотайо — вокал (4)
- Кевин Паркер — бас-гитара, ударные, гитара, синтезатор, вокал, Wurlitzer (5)
- Бути Браун — вокал (5)
- Реми Кабака младший — программирование ударных, перкуссия (8)
- Tainy — программирование ударных (8)
- Bad Bunny — клавишные, перкуссия, вокал (8)
- Бек — вокал (10)

Технический персонал
- Дэймон Албарн — производство
- Джейми Хьюлетт — обложка, дизайн
- Грег Кёрстин — производство (1-7, 9, 10), звукоинженерия (1-9)
- Реми Кабака младший — производство (1, 2, 6, 8)
- Кевин Паркер — производство, звукоинженерия (5)
- Tainy — производство (8)
- Рэнди Меррилл — мастеринг
- Марк «Спайк» Стент — микширование
- Сэмюэл Эгглтон — звукоинженерия
- Джулиан Бург — звукоинженерия (1-9)
- Мэтт Таггл — звукоинженерия (1-9)
- Анри Дэвис — звукоинженерия (2, 3, 6, 10)
- Джоэл Уоркман — звукоинженерия (2, 3)
- Дэвид Рейцас — звукоинженерия (5)
- Федерико Фоголия — звукоинженерия (5)
- Мэтт Волах — помощь в микшировании
- Стивен Седжвик — помощь в микшировании (трек 8)
- Рэнди Меррилл — мастеринг

Оформление
- Джейми Хьюлетт — художественное оформление, дизайн
- Звезды Редмонд — помощь

## Чарты
| Чарт (2023)                            | Высшая позиция |
| -------------------------------------- | -------------- |
| Австралия (ARIA)                       | 2              |
| Австрия (Ö3 Austria)                   | 3              |
| Бельгия/Фландрия (Ultratop)            | 2              |
| Бельгия/Валлония (Ultratop)            | 3              |
| Канада (Canadian Albums Chart)         | 6              |
| Хорватия (HDU)                         | 1              |
| Дания (Hitlisten)                      | 8              |
| Нидерланды (Album Top 100)             | 3              |
| Финляндия (Suomen virallinen lista)    | 13             |
| Франция (SNEP)                         | 3              |
| Германия (Offizielle Top 100)          | 2              |
| Венгрия (MAHASZ)                       | 2              |
| Ирландия (Irish Albums Chart)          | 1              |
| Италия (Classifica album)              | 17             |
| Япония (Oricon)                        | 49             |
| Япония (Oricon)                        | 15             |
| Япония (Billboard Japan)               | 34             |
| Литва (AGATA)                          | 16             |
| Новая Зеландия (RMNZ)                  | 1              |
| Норвегия (VG-lista)                    | 15             |
| Польша (ZPAV)                          | 6              |
| Португалия (AFP)                       | 1              |
| Шотландия (Scottish Albums Chart)      | 2              |
| Испания (PROMUSICAE)                   | 8              |
| Швеция (Sverigetopplistan)             | 19             |
| Швейцария (Romandy)                    | 1              |
| Швейцария (Schweizer Hitparade)        | 4              |
| Великобритания (UK Albums Chart)       | 1              |
| США (Billboard 200)                    | 3              |
| США (Billboard Top Alternative Albums) | 1              |
| США (Billboard Top Rock Albums)        | 1              |